# Frédéric d'Abel
Pour les articles homonymes, voir Abel (homonymie).
Frédéric d’Abel est un ingénieur et maître de forges allemand, né le 15 octobre 1780 à Stuttgart (duché de Wurtemberg) et décédé le 25 décembre 1855 à Urdos (Pyrénées-Atlantiques), en France.

## Biographie
Frédéric d’Abel ou Friedrich Konrad von Abel était le fils de Konradin Christoph von Abel, qui exerça la fonction d’ambassadeur des Villes libres d’Allemagne à Paris de 1801 à sa mort, en 1823. Frédéric d’Abel était le sixième d’une famille de dix enfants.
En 1813, il se rendait à la tête d’une brigade de mineurs allemands aux mines de Guadalcanal, en Andalousie, lorsque la situation en Espagne l’empêcha de franchir la frontière et il resta bloqué à Bayonne. Il prit alors à bail une petite forge située à Larrau, appartenant au marquis d’Uhart. Il la modernisa, en y bâtissant un haut-fourneau plutôt rudimentaire, et réussit, à force de ténacité, à obtenir des commandes de projectiles d’artillerie pour l’armée à l'époque de l'expédition d'Espagne (1823).
Il s’installa quelques années plus tard à Urdos, dans la vallée d’Aspe, où il reprit une forge inactive depuis 1808, mais bien placée pour ses approvisionnements en minerai de fer et en charbon de bois. Grâce à un haut-fourneau sans doute mis à feu en 1828, il put obtenir de nouvelles commandes pour l’artillerie et fabriqua également du fer selon la méthode comtoise. Il tenta une diversification de ses activités (tréfilerie à Oloron et travaux miniers en Espagne notamment) et réussit à maintenir son usine en activité jusqu’au début des années 1850, grâce à un charbon de bois exceptionnellement bon marché.
Issu d’une importante famille du duché de Wurtemberg, le destin de cet ingénieur est pour le moins curieux puisqu’il choisit de s’installer dans des lieux isolés des vallées pyrénéennes, près de la frontière espagnole. Il eut cinq filles de Marie Iriart, fille de son commis à la forge de Larrau, qu’il n’épousa qu’en 1844.
Son nom reste attaché au lieu-dit Forges d’Abel, site de son usine d’Urdos, dont il ne reste rien, près de l’entrée du tunnel du Somport.

## Sources
- Pierre Machot, « Frédéric d'Abel et la sidérurgie pyrénéenne », Revue d'Histoire industrielle des Pyrénées occidentales, Saint-Étienne-de-Baïgorry, no 1, 2006, pp. 25-36.